# Catallena
"Catallena" (Tiếng Hàn: 까탈레나) là album đĩa đơn tiếng Hàn thứ ba, và là đĩa đơn thứ sáu của Orange Caramel. Ca khúc mẫu Punjabi nhạc folk đám cưới Jutti Meri Jandiye và thậm chí cả dùng tụng kinh ban đầu "Jutti Meri, Oye Hoi Hoi! Paula Mera, Oye Hoi Hoi!" như một phần quan trọng của điệp khúc.

## Bối cảnh
Cuối năm 2013, Pledis Entertainment công bố rằng Orange Caramel sẽ trở lại vào tháng 2 năm sau. Sự trở lại đã bị trì hoãn đến tháng 3. Tiêu đề và hình ảnh teaser được phát hành vào 18 tháng 2 năm 2014. Sau khi ảnh teaser được tiết lộ rằng nhân vật "Catallena" là danh hài Kim Daesung.

## Quảng bá
Quảng bá cho "Catallena" bắt đầu vào 13 tháng 3 năm 2014, sau khi phát hành đĩa đơn, nhóm tổ chức sự kiện trở lại của họ trên M! Countdown của Mnet. Nhóm còn biểu diễn trên Music Core của MBC và Show Champion của MBC Music và Inkigayo của SBS theo mỗi tuần. Nó được tiết lộ rằng nhóm sẽ không quảng bá trên Music Bank của KBS do xung đột giữa đài phát thanh và hãng thu âm của Orange Caramel, Pledis Entertainment. Vào 21 tháng 3 năm 2014 Orange Caramel biểu diễn trên Music Bank, do dó kết thúc xung đột giữa KBS và Pledis Entertainment.

## Music video
Một video âm nhạc teaser dài 30 giây được tiết lộ bởi kênh YouTube chính thức của Pledis Entertainment vào 6 tháng 3 năm 2014 và đạt được 600,000 lượt xem, làm nổi bật sự nổi tiếng của nhóm. Qua teaser, Orange Caramel tiết lộ một ý tưởng kì lạ của họ về thể loại đồ ăn hải sản. Nó cũng giới thiệu sự xuất hiện của Diễn viên hài Kim Daesung người đóng vai trò "Catallena" trong music video. Music video đầy đủ được công chiếu vào 12 tháng 3 năm 2013 cùng với việc phát hành đĩa đơn. Ca khúc đã trở thành phổ biến ngay lập tức, đạt được hơn 1 triệu lượt xem trong 24 giờ.

## Danh sách bài hát
| STT              | Nhan đề                                   | Thời lượng |
| ---------------- | ----------------------------------------- | ---------- |
| 1.               | "Catallena" (까탈레나 M/V trên YouTube)   | 3:13       |
| 2.               | "So Sorry"                                | 3:03       |
| 3.               | "Cried Uncontrollably" (미친 듯이 울었어) | 3:23       |
| Tổng thời lượng: | Tổng thời lượng:                          | 9:39       |

## Bảng xếp hạng biểu diễn
Sau khi phát hành, ca khúc dẫn đầu lượt nghe nhạc trực tuyến ở Hàn Quốc và duy trì vị trí này trong vài ngày. Cả hai ca khúc "So Sorry" và "Cried Uncontrollably" nằm trong Top 10 của nhiều bảng xếp hạng.
| Bảng xếp hạng                            | Vị trí cao nhất |
| ---------------------------------------- | --------------- |
| Bảng xếp hạng đĩa đơn Gaon hằng tuần     | 6               |
| Bảng xếp hạng Gaon trực tuyến hằng tuần  | 5               |
| Bảng xếp hạng Gaon tải xuống hằng tuần   | 3               |
| Bảng xếp hạng Gaon BGM hằng tuần         | 7               |
| Bảng xếp hạng nhạc chương Gaon hằng tuần | 9               |
| Bảng xếp hạng koraoke Gaon hằng tuần     | 9               |
| Bảng xếp hạng xã hội Gaon hằng tuần      | 1               |
| Billboard Korea K-Pop Hot 100            | 4               |

| Ca khúc                | Vị trí cao nhất | Vị trí cao nhất |
| Ca khúc                | Hàn             | Mỹ              |
| Ca khúc                | Gaon Chart      | K-Pop Billboard |
| ---------------------- | --------------- | --------------- |
| "So Sorry"             | 106             | 52              |
| "Cried Uncontrollably" | 118             | 54              |

| Bảng xếp hạng                                 | Vị trí cao nhất |
| --------------------------------------------- | --------------- |
| Bảng xếp hạng albumGaon hằng tuần             | 5               |
| Bảng xếp hạng album Gaon trong nước hằng tuần | 5               |
| Bảng xếp hạng album Gaon hằng tháng           | 21              |

| Bảng xếp hạng   | Số lượng |
| --------------- | -------- |
| Đĩa Gaon vật lý | 7,272    |

| "Catallena" | 4 | 2 | 4 |

## Lịch sử phát hành
| Quốc gia | Ngày                | Định dạng      | Nhãn hiệu            |
| -------- | ------------------- | -------------- | -------------------- |
| Hàn Quốc | 12 tháng 3 năm 2014 | Nhạc tải xuống | Pledis Entertainment |
| Hàn Quốc | 13 tháng 3 năm 2014 | Đĩa CD         | Pledis Entertainment |